# Speiredonia hogenesi
Speiredonia hogenesi là một loài bướm đêm thuộc họ Erebidae. Nó được tìm thấy ở Malaya, Sumatra, Java và Borneo.